# Дибю
Ди́бю (эст. Diby), ранее также Диби (эст. Dibi), Дийби (эст. Diibi) и Дюбю (эст. Dübü), на местном наречии Ди́бе (эст. Dibe) — деревня в волости Вормси уезда Ляэнемаа, Эстония. Расположена на острове Вормси.

## География и описание
Расположена на полуострове Дибю, примерно в 5 километрах от волостного центра — деревни Хулло. Высота над уровнем моря — 5 метров. 
На территории деревни находится озеро Дибю (площадь водной поверхности 9,6 га).
Климат умеренный. Официальный язык — эстонский. Почтовый индекс — 91303.

## Население
По данным переписи населения 2021 года, в Дибю насчитывалось 16 жителей, из них 15 (93,8 %) — эстонцы.
По данным переписи населения 2011 года, в деревне насчитывалось 8 жителей, все — эстонцы.
Численность населения деревни Дибю по данным Департамента статистики:
| Год  | 1934 | 1958 | 1970 | 1979 | 1989  | 1998 | 1999 | 2011 | 2018 | 2019 | 2020 | 2021 |
| ---- | ---- | ---- | ---- | ---- | ----- | ---- | ---- | ---- | ---- | ---- | ---- | ---- |
| Чел. | 116  | ↘ 48 | ↘ 26 | ↘ 14 | ↗ 124 | ↘ 14 | 14   | ↘ 8  | ↗ 27 | ↘ 26 | ↗ 27 | ↘ 16 |

## История
В письменных источниках 1540 года упоминается Důderbw, 1564 года — Duyderbuy, 1565 года — Dödderby, 1567 года — dorp tho Dudder, 1613 года — Dudderby, 1627 года — Dyby.
На военно-топографических картах Российской империи (1846–1863 годы), в состав которой входила Эстляндская губерния, деревня обозначена как Дибю.
В 1977–1997 годах официальных названием деревни было Дийби (Diibi).
С XIII века и до 1944 года на острове Вормси в основном жили балтийские шведы. В 1934 году в Дибю жили 18 семей общей численностью 116 человек. В 1944 году в Швецию эмигрировали 108 человек.
В советское время в деревнях Норрбю, Дибю и Рельбю действовал рыболовецкий колхоз «Пыхьяранник» («Põhjarannik»), который в начале 1950-х годов был одним самых успешных предприятий на острове. По воспоминаниям жителей в то время в деревне проводилось много культурных мероприятий: праздничные и танцевальные вечера, собрания и театральные постановки, показ кинофильмов.

## Инфраструктура
В деревне работает кемпинг «Дибю» на 19 мест (зимой закрыт).

## Достопримечательности
На территории Дибю находится часть природного парка Вормси.
Природа в окрестностях Дибю очень интересна. На одноимённом полуострове есть сухие леса, подходящие для произрастания орхидей. Здесь можно увидеть пыльцеголовник длиннолистный, башмачок, офрис насекомоносную, бровник одноклубневый, лосняк Лёзеля. Прибрежные заводи являются местом обитания охраняемого вида животных — камышовой жабы. Озеро Дибю является промежуточным местом осенней остановки серых журавлей. В летнюю засуху озеро сильно мелеет, однако ещё в 18-м столетии крестьяне выращивали в нём карасей.
Наряду с таким деревнями, как Норбю и Румпо, в Дибю хорошо сохранились старосветские традиции и архитектурное наследие.

## Происхождение топонима
Шведское название поселения содержит добавочное слово by — «деревня»; начальная часть, по мнению шведских исследователей, образована от старошведского слова dudher или dudhre — «медленно текущая вода», «болотистая земля».